# Halicyclops ovatus
Halicyclops ovatus – gatunek widłonoga z rodziny Halicyclopidae. Opisał go w 1984 roku brazylijski zoolog Carlos Eduardo Falavigna da Rocha z Universidade de São Paulo. Miejsce typowe to rzeka Pomonga w brazylijskim stanie Sergipe.